# Criminal Girls 2
Criminal Girls 2: Party Favors (クリミナルガールズ2) ist ein japanisches Computer-Rollenspiel von Imageepoch und Nachfolger zu Criminal Girls. Es erschien in Japan im November 2015 über Nippon Ichi Software für die PlayStation Vita und wurde 2016 auch in Europa und dem US-Markt veröffentlicht. In Deutschland wurde das Spiel wegen einer verweigerten Altersfreigabe nicht veröffentlicht und später indiziert. Es blieb zunächst der letzte Titel in der Reihe, bevor er 2020 mit Criminal Girls X eine durch Crowdfunding finanzierte Fortsetzung fand.

## Handlung und Spielprinzip
Criminal Girls 2 ist eine konsequente Fortsetzung der Handlungsprämisse und des Spielprinzips des direkten Vorgängers. Der Spieler verkörpert eine männliche Aufsichtsperson, der sieben Mädchen auf dem Weg durch die Hölle geleiten und von ihren Sünden läutern soll. Dies erfolgt einerseits durch das Erkunden der Dungeons und die Bekämpfung von Gegnern in rundenbasierten Kämpfen. Der Spieler hat auch hier wieder keine volle Kontrolle über die Aktionen, sondern kann nur aus vier Aktionsvorschlägen der aktiv kämpfenden Mädchen wählen. Indirekten Einfluss erhält er durch die Auswechslung einer der vier Kämpferinnen durch eines der passiven Gruppenmitglieder, den Einsatz eines Gegenstandes oder die neue Anfeuerungsansprache, mit der bei der passenden Ansprache die Kampfwerte der Mädchen kurzzeitig gesteigert werden können.
Neue Fähigkeiten erlernen die Mädchen wie im Vorgänger durch die Motivations-Spielmechanik. In Form von Minispielen übt der Spieler über die Touchdisplays der Vita sexuelle Handlungen an einer sexualisiert dargestellten Großaufnahme eines Mädchens aus. Diese Bestrafungen lehnen sich an Bondage- und Sado-Maso-Praktiken an. Erreicht das Mädchen eine neue Fähigkeitenstufe, besteht die Wahl zwischen einer S- und einer M-Fähigkeit. So entsteht allmählich ein umfangreicheres Repertoire an Fähigkeiten, die im Kampf zur Verfügung stehen.

## Synchronisation
| Rolle   | Sprecherin      |
| ------- | --------------- |
| Shinoa  | Kana Akutsu     |
| Lily    | Mitsuki Nakae   |
| Kuroe   | Ai Kakuma       |
| Mizuki  | Ayumi Tsuji     |
| Sui     | Hiromi Igarashi |
| Yurine  | Sakura Nakamura |
| Tsukasa | Seiko Yoshida   |
| Enri    | Marika Kono     |
| Maya    | Eimi Okada      |

## Veröffentlichung
Das Spiel erschien im November 2015 in Japan. Für die Veröffentlichung im Westen wurde das Spiel wie bereits der Vorgänger in einigen Punkten überarbeitet und entschärft. Aus den japanischen „Bestrafungen“ wurden wie im Vorgänger wieder „Motivation“, auch andere Begrifflichkeiten wurden angepasst. Die sexualisierten Bilddarstellungen der Motivationssequenzen wurden überarbeitet und um gewisse Details reduziert. Im europäischen Raum erhielt das Spiel eine PEGI-Freigabe ab 16 Jahren. Die deutsche USK verweigerte dem Spiel dagegen im August 2016 wegen „einschlägig sexualisierten Interaktionen“ und der Kindlichkeit der Spielfigur Mizuki eine Altersfreigabe, weshalb es in Deutschland nicht auf den Markt kam. Die internationale Fassung wurde im März 2018 von der Bundesprüfstelle für jugendgefährdende Medien auf Liste A indiziert. Auch in Australien kam das Spiel nicht auf den Markt.

## Rezeption
Wie auch beim Vorgänger fielen die Beurteilungen und Wertungen vielfach negativ aus. Die Vita-Fassung erreicht bei Metacritic einen Bewertungsschnitt von 67 Prozent. Mathias Oertel von 4Players sah in dem Spiel zwar ein kompetentes Japan-Rollenspiel mit Verbesserungen gegenüber dem Vorgänger, bezeichnete aber auch die Kritik an den minderjährig wirkenden Spielfiguren, die mit überwiegend Bondage- und Sadomaso-Praktiken gezüchtigt werden müssen, als gerechtfertigt und die Darstellung als unnötig. Er kam zu dem Fazit:

„Die vorhandenen klassischen Rollenspiel-Qualitäten werden einer Diskussion um Fetische sowie unglücklichen Design-Entscheidungen zum Fraß vorgeworfen.“

Der japanische Verlag Kadokawa veröffentlichte 2016 in der Reihe Famitsu Clear Comics eine Manga-Adaption des Spiels ISBN 978-4-04-734290-3. Das Entwicklerstudio Imageepoch meldete 2015 Insolvenz an. Februar 2019 kündigte der Gründer von Imageepoch Ryoei Mikage an, zum zehnten Serienjubiläum einen weiteren Titel mit Genehmigung des Rechteinhabers Nippon Ichi Software entwickeln zu wollen. Das Projekt Criminal Girls X wurde als free-to-play-Titel für Smartphone und PC konzipiert. Über die japanische Crowdfunding-Plattform Campfire konnte es 15,7 Millionen Yen einsammeln. Ursprünglich avisiert waren sechs Millionen Yen, die bereits innerhalb eines Tages erreicht wurden. Für den westlichen Markt wurde es für 2021 unter dem Titel Escape from Asura für Switch und PlayStation 4 und im Vertrieb von Aksys Games angekündigt.